# Christopher Lagane
Christopher Rougier-Lagane (Curepipe, 24 september 1998) is een Mauritiaans wielrenner.

## Carrière
In 2015 werd Lagane, op zestienjarige leeftijd, nationaal kampioen tijdrijden bij de junioren. Een jaar later verdedigde hij zijn nationale titel met succes. Datzelfde jaar werd hij tweede in zowel de tijdrit als de wegwedstrijd op de Afrikaanse kampioenschappen.
In 2017, toen hij negentien jaar was, werd Lagane voor de eerste maal nationaal kampioen tijdrijden bij de eliterenners. Eerder dat jaar was hij al zestiende geworden in de tijdrit op de Afrikaanse kampioenschappen.
In 2023 werd hij voor de zesde keer nationaal kampioen tijdrijden. In datzelfde jaar won hij ook voor het eerst de wegwedstrijd.

## Overwinningen
2015
 Mauritiaans kampioen tijdrijden, Junioren
 Mauritiaans kampioen op de weg, Junioren
2016
 Mauritiaans kampioen tijdrijden, Junioren
2017
 Mauritiaans kampioen tijdrijden, Elite
2018
 Mauritiaans kampioen tijdrijden, Elite
2019
 Mauritiaans kampioen tijdrijden, Elite
2021
 Mauritiaans kampioen tijdrijden, Elite
Eindklassement Ronde van Mauritius
2022
 Mauritiaans kampioen tijdrijden, Elite
Eindklassement Ronde van Mauritius
2023
 Afrikaans kampioen gemengde ploegenestafette
Grand Prix de Cotonou
 Mauritiaans kampioen tijdrijden, Elite
 Mauritiaans kampioen op de weg, Elite
 Wegwedstrijd op de Spelen van de eilanden van de Indische Oceaan
2024
 Gemengde ploegenestafette op de Afrikaanse Spelen
10e etappe Ronde van Algerije
 Mauritiaans kampioen tijdrijden, Elite
 Mauritiaans kampioen op de weg, Elite

## Resultaten in voornaamste wedstrijden
|      | \| Jaar \| \| WK op de weg \| \| ---- \| \| ------------ \| \| 2023 \| \| opgave \| |              |
| Jaar |                                                                                     | WK op de weg |
| 2023 |                                                                                     | opgave       |